# Frustuna distrikt
Frustuna distrikt är ett distrikt i Gnesta kommun och Södermanlands län. 
Distriktet ligger omkring Gnesta.

## Tidigare administrativ tillhörighet
Distriktet inrättades 2016 och utgörs av socken Torsåker i Gnesta kommun samt det området som till 1971 utgjorde Gnesta köping och före 1955 utgjorde socknarna Frustuna och Kattnäs.
Området motsvarar den omfattning Frustuna församling hade vid årsskiftet 1999/2000 och som den fick 1992.